# Hallaröds socken
Hallaröds socken i Skåne ingick i Onsjö härad och området ingår sedan 1971 i Höörs kommun och motsvarar från 2016 Hallaröds distrikt.
Socknens areal är 29,92 kvadratkilometer varav 29,66 land. År 2000 fanns här 270 invånare. Kyrkbyn Hallaröd med sockenkyrkan Hallaröds kyrka ligger i socknen. 

## Administrativ historik
Socknen har medeltida ursprung. 
Vid kommunreformen 1862 övergick socknens ansvar för de kyrkliga frågorna till Hallaröds församling och för de borgerliga frågorna bildades Hallaröds landskommun. Landskommunen uppgick 1952 i Norra Frosta landskommun som 1969 uppgick i Höörs köping som 1971 ombildades till Höörs kommun. Församlingen uppgick 2006 i Höörs församling.
1 januari 2016 inrättades distriktet Hallaröd, med samma omfattning som församlingen hade 1999/2000.  
Socknen har tillhört län, fögderier, tingslag och domsagor enligt vad som beskrivs i artikeln Onsjö härad. De indelta soldaterna tillhörde Norra skånska infanteriregementet, Frosta kompani och Skånska husarregementet, Kollebergs skvadron, Livkompaniet.

## Geografi
Hallaröds socken ligger nordväst om Höör. Socknen är i söder en småkuperad skogs- och odlingsbygd.

## Natur
I socknen finns naturreservaten Allarps bjär, Södra Hultarp och Hallaröd. 
Hallaröds socken ingår i ett område som Höörs kommun klassificerat som "stort opåverkat område" med värdekärnan Allarp i centrum, enligt Höörs kommuns översiktsplan. Värdekärnan sträcker sig mellan Allarps bjär och Hallaröds kyrkby.
| ”              | Värden som är kopplade till naturen och landskapet är bland annat naturbetesmarker, hagmarker och annan betespräglad mark, dungar, trädridåer, sten- gärden och andra småbiotoper. En förutsättning för bevarandet av området är fortsatt betesdrift och åkerbruk. Stengärden och andra landskapselement som skapar småskalighet och variation behöver också bevaras. Området ligger i en tyst och rofylld del av kommunen och dessa värden vill kommunen ta fasta på i samband framtida planering och de eventuella intressekonflikter som kan uppkomma i området. | „ |
| – Höörs kommun | |   |

## Fornlämningar
Tio boplatser från stenåldern är funna.
I södra delen av socknen (Rugerup-Våttseröd-Vittseröd-området) har en stor stenindustri förekommit sedan tidig medeltid. Sten för byggandet av Lunds Domkyrka och senare andra medeltida stenkyrkor bröts här. Brytningen har beräknats till 5 ton per dag i 60 år endast för Lunds Domkyrka. På grund av senare kvarnstensbrytning kan kasserade kvarnstenar ses i lämningarna efter stenbrotten.

## LokaliseringhöghastighetsbanaHässleholm-Lund
Trafikverket föreslog den 20 januari 2021 att den nya höghastighetsjärnvägen mellan Hässleholm och Lund skulle dras mycket nära eller igenom delar av Hallaröds by och genom stora delar av socknen. Delvis överlappar sträckningen området som identifieras som särskilt värdefull kulturmiljö samt går mycket nära naturreservatet/Natura 2000-området Allarps bjär samt naturreservatet Hallaröd.

## Namnet
Namnet skrevs 1406 Hallaryd och kommer från kyrkbyn. Efterleden är ryd, 'röjning'. Förleden innehåller hall, klippa, häll, sten' syftande på en berghäll öster om kyrkan.